# قنات‌ماهی‌های نقره‌ای
قنات‌ماهی‌های نقره‌ای (نام علمی: Hybognathus) نام یک سرده از خانواده کپورماهیان است.